# Philodendron basivaginatum
Philodendron basivaginatum là một loài thực vật có hoa trong họ Ráy (Araceae). Loài này được K.Krause miêu tả khoa học đầu tiên năm 1932.